# Kleine Waterslang

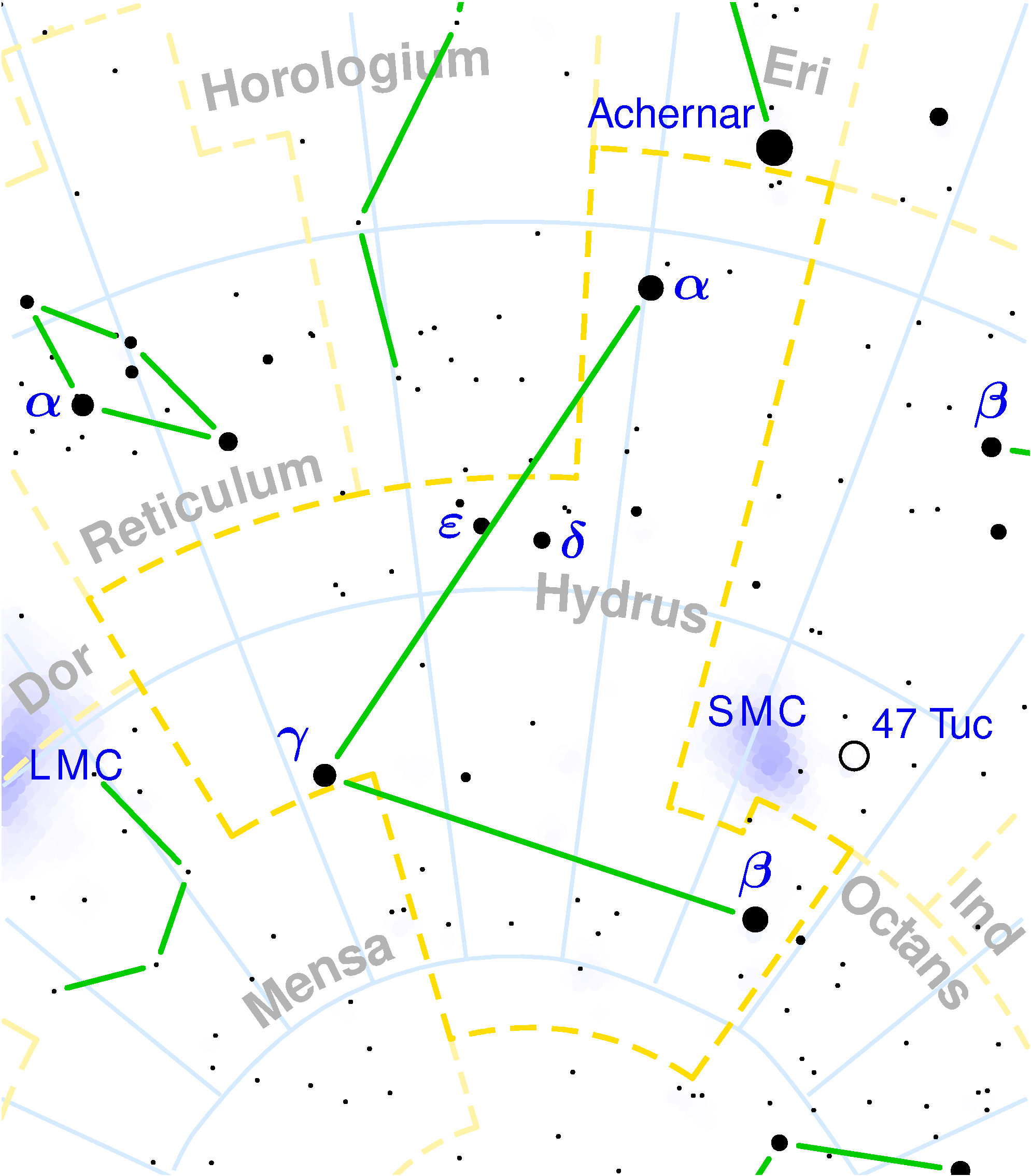
Kaart van het sterrenbeeld Kleine Waterslang.

Kleine Waterslang (Hydrus, afkorting Hyi) is een sterrenbeeld aan de zuiderhemel, liggende tussen rechte klimming 0u 02m en 4u 33m en tussen declinatie −58° en −82°. Het sterrenbeeld, dat vanaf de breedte van de Benelux niet te zien is, werd in het najaar van 1597 (of in het voorjaar van 1598) geïntroduceerd door Petrus Plancius, uitgaande van waarnemingen door de zeevaarders Pieter Dircksz Keyser en Frederik de Houtman.

## Sterren
(in volgorde van afnemende helderheid)
- de helderste ster is (β) beta Hydri met magnitude 2,8.
- Alpha Hydri (α, ook wel Kop van Hydrus genoemd) met magnitude 2,9.

## Telescopisch waarneembare objecten

### New General Catalogue(NGC)
NGC 602, NGC 643, NGC 643A, NGC 643B, NGC 643C, NGC 646-1, NGC 646-2, NGC 796, NGC 802, NGC 813, NGC 1466, NGC 1473, NGC 1511, NGC 1557, NGC 1629

### Index Catalogue (IC)
IC 1708, IC 1717

## Aangrenzende sterrenbeelden
(met de wijzers van de klok mee)
- Slingeruurwerk (Horologium)
- Eridanus
- Phoenix (raakt maar op één punt)
- Toekan (Tucana)
- Octant (Octans)
- Tafelberg (Mensa)
- Goudvis (Dorado)
- Net (Reticulum)